# Дванадесета артилерийска бригада
Дванадесета артилерийска бригада е българска артилерийска бригада формирана през 1917 година и взела участие в Първата световна война (1915 – 1918).

## История
Дванадесета артилерийска бригада е формирана в началото на 1917 година съгласно указ № 703 от артилерийските отделения от 12-а пехотна дивизия, като в състава ѝ влизат 23-ти артилерийски полк и 24-ви артилерийски полк, които са съставени от по две отделения. Бригадата се командва от полковник Павел Шойлеков.

## Командири
Званията са към датата на заемане на длъжността.
| №  | звание    | име            | дати                 |
| -- | --------- | -------------- | -------------------- |
| 1. | Полковник | Павел Шойлеков | Първа световна война |